# DB Station&Service
Die DB Station&Service AG (auch DB S&S) war die Betreibergesellschaft der Verkehrsstationen am Streckennetz der DB Netz AG. Sie war eine Tochterfirma der Deutschen Bahn und bildete als solche das Geschäftsfeld Personenbahnhöfe innerhalb des Vorstandsressorts Infrastruktur. Geschäftszweck der DB Station&Service war der Betrieb und die Wartung der Bahnhöfe und Haltepunkte. Das Unternehmen verwaltete die rund 5400 Verkehrsstationen im Bereich der Deutschen Bahn. Am 27. Dezember 2023 wurde die DB Station&Service AG auf die DB Netz AG verschmolzen, die seitdem DB InfraGO heißt.

## Geschichte

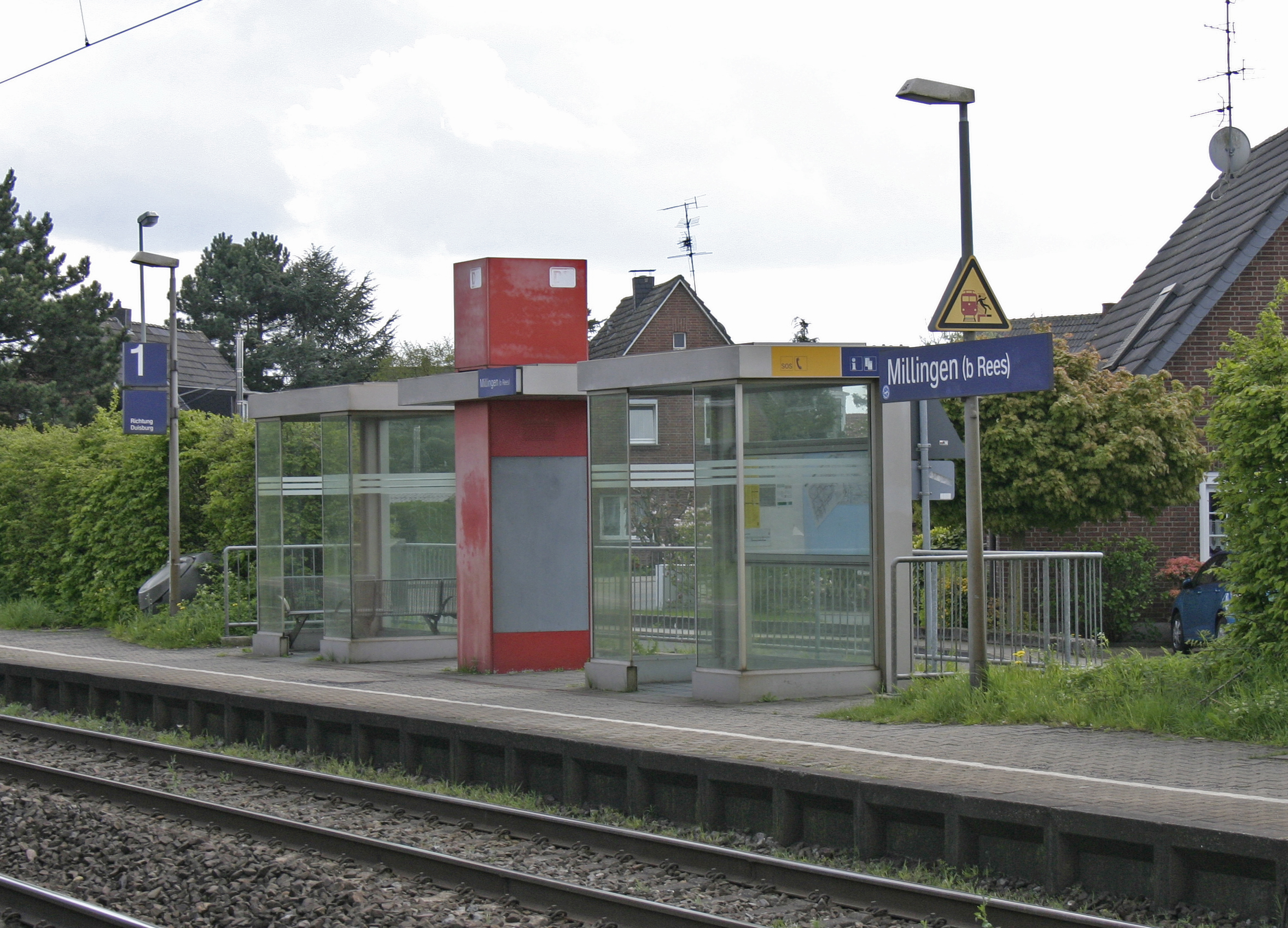
DB Pluspunkt in Millingen (b Rees)

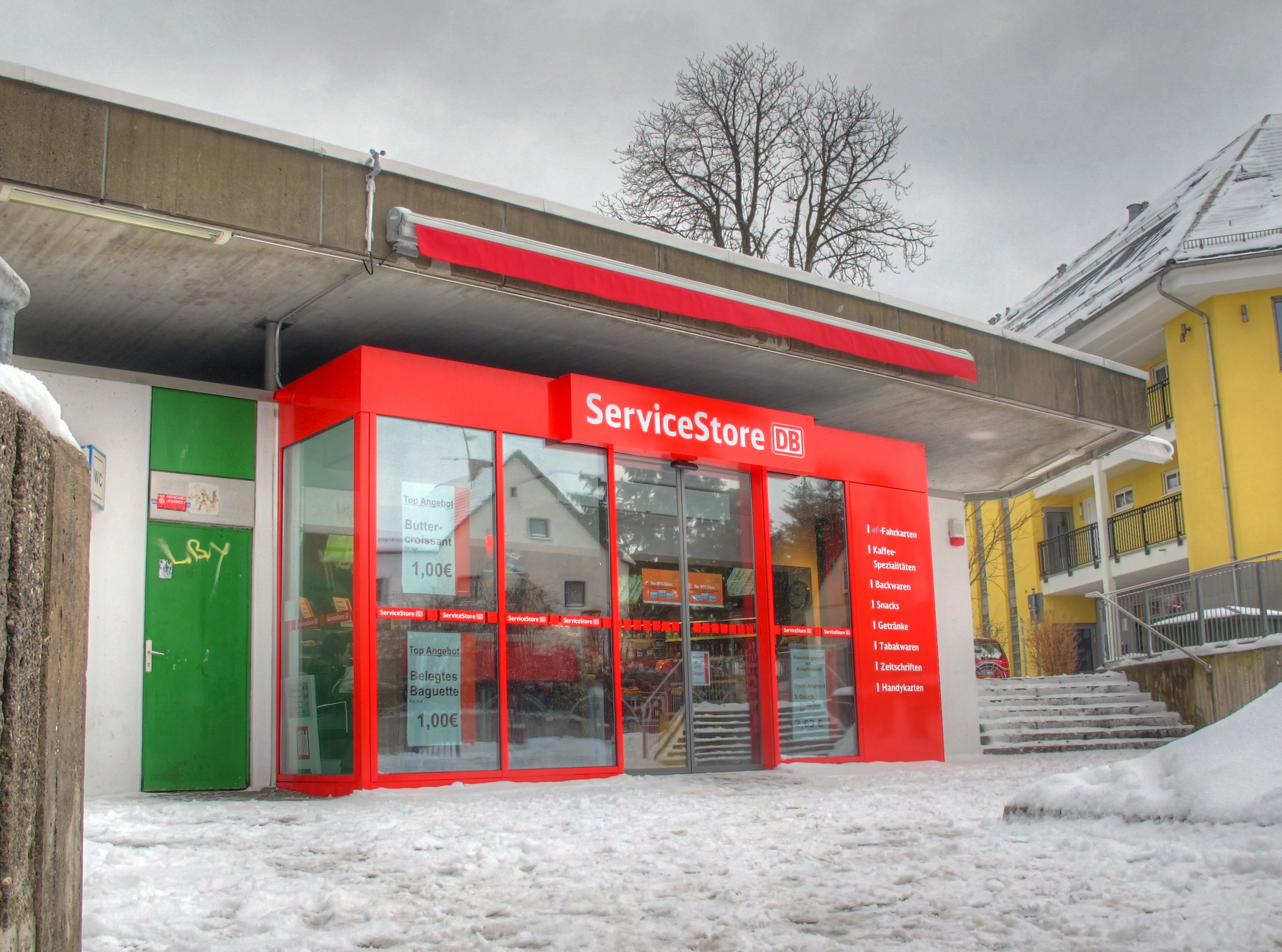
DB ServiceStore in Gröbenzell

Die DB Station&Service AG ging zum 1. Januar 1999 im Rahmen der zweiten Stufe der Bahnreform aus dem Unternehmensbereich Personenbahnhöfe der Deutschen Bahn AG hervor.
In den letzten Jahren wurden zahlreiche Stationen modernisiert. Dies betraf besonders die großen Bahnhöfe; sie wurden mit umfangreichen Einkaufsmöglichkeiten ausgestattet. Seit einigen Jahren investiert die DB Station&Service AG – nach eigenen Angaben – auch verstärkt in die über 4000 kleineren und mittleren Bahnhöfe und Haltepunkte. Das tatsächliche Engagement für kleinere Bahnhöfe wird in der Öffentlichkeit sowie von zahlreichen Kommunalpolitikern stark kritisiert. Einen ersten Versuch stellte das genormte Konzept der DB Pluspunkte dar, nach dem je nach Verkehrsumfang die Station mit zusätzlichen Baukastenkomponenten ausgestattet werden konnte. Wegen des hohen Kostenaufwandes der Herstellung des Baukastensystems, der geringen Kundenakzeptanz und der vielfach schon bestehenden Infrastruktur wurde dies wieder aufgegeben. 2001 hat die DB Station&Service AG einheitliche Qualitätsstandards für Stationen definiert und ein Programm zu deren Umsetzung im Bestand gestartet. Die Bahnhöfe und Haltepunkte sind in sieben Preisklassen (2011 bis 2017 Bahnhofskategorien) eingeteilt.
2003 startete die DB Station&Service AG zusammen mit der DB Fernverkehr AG das Programm RIS zur Verbesserung der Unterrichtung unterwegs. Dabei soll über den normalen Betrieb umfassend informiert und insbesondere schnell auf Betriebsstörungen und Ausweichmöglichkeiten hingewiesen werden. Zur Verbesserung von Service, Sicherheit und Sauberkeit führte die DB Station&Service AG die 3-S-Zentralen ein: Eine ständig besetzte Stelle, die sich um die Koordination dieser Aufgaben kümmert.
Die Gesamtlänge der 3125 Bahnsteigüberdachungen lag 2008 bei 239,3 km.
Bis Ende 2008 waren nach Angaben des Unternehmens zwei Drittel der Bahnhöfe barrierefrei und 1830 mit Blindenleitstreifen ausgestattet worden. Im Rahmen des Konjunkturpaketes der Bundesregierung sollte die Deutsche Bahn 300 Millionen Euro erhalten, um bis 2011 damit 2 050 kleine und mittlere Bahnhöfe zu modernisieren. 1 747 sollen in diesem Zusammenhang Fahrgastinformationssysteme erhalten, 575 eine „generelle Ertüchtigung“ (Erhöhung von Bahnsteigen, Sanierung von Bodenbelägen, „Beseitigung entbehrlicher Anlagen“). 217 erhalten einen geeigneteren Wetterschutz, 312 bessere Beleuchtung sowie 83 optimierte Zuwegungen. In 30 Städten werden darüber hinaus die Empfangsgebäude grundsaniert.
Die DB Station&Service AG benötigte jährlich etwa 380 GWh elektrischer Energie, davon etwa 60 % für die Beleuchtung und 40 % bei den Bahnsteigen.
Im Rahmen einer Stationsoffensive sollen neue Stationen in Bayern, Baden-Württemberg, Brandenburg, Niedersachsen und Nordrhein-Westfalen entstehen. Mit dem im Dezember 2015 vorgestellten Programm Zukunft Bahn plant der DB-Konzern, 350 derartige Stationen bis 2025 zu bauen.
Im Januar 2014 eröffnete die DB Station&Service mit Berlin Südkreuz ihre erste Fernbushaltestelle. Im September 2015 wurde in Göttingen die sechste Fernbushaltestelle des Unternehmens in Betrieb genommen.
Die Deutsche Bahn kündigte Ende 2015 im Rahmen des Programms Zukunft Bahn an, dass ihre Stationen künftig ein Aushängeschild des Unternehmens sein würden. Große Bahnhöfe sollen sich bei Angebot und Komfort mit großen Flughäfen messen lassen können. Ein Teil der Bahnhöfe habe einen erheblichen Investitionsrückstand. Unter anderem sollen so genannte Basisleistungen und die Qualität in den 50 wichtigsten Fernbahnhöfen verbessert sowie wichtige S-Bahn-Tunnelbahnhöfe modernisiert werden. Ferner solle die Bahnanbindung in der Fläche im Rahmen einer Stationsoffensive verbessert werden. Die Zuverlässigkeit von Aufzügen und Fahrtreppen solle von 85 bzw. 89 % in Ballungszentren auf über 97 % in Ballungszentren gesteigert werden.
Nach der Bundestagswahl 2021 wurde im Koalitionsvertrag zur Regierung Scholz eine Zusammenlegung von DB Netz und DB Station&Service zu einer „neuen, gemeinwohlorientierten Infrastruktursparte“ innerhalb des Konzerns der Deutschen Bahn vereinbart.
Der Aufsichtsrat der Deutschen Bahn beschloss diese Verschmelzung zur DB InfraGO in seiner turnusmäßigen Sitzung am 27. September 2023. Laut Aussage des Aufsichtsratsvorsitzenden Werner Gatzer wurden durch den Beschluss rechtliche Grundlagen für eine auf das Gemeinwohl ausgerichtete Infrastruktur geschaffen.

## Geschäftsentwicklung
Im Geschäftsjahr 2014 erwirtschaftete das Unternehmen ein Ergebnis von 188 Millionen Euro, bei einem Umsatz von 1,16 Milliarden Euro. Bis 2021 stieg der Umsatz auf 1,34 Milliarden Euro, während das Ergebnis aufgrund stark gestiegener Kosten mit −61 Millionen Euro negativ wurde. Dabei entfielen 24 % des Umsatzes auf die Vermietung von Ladenflächen und 72 % auf Stationshalte.
An den 5399 Bahnhöfen wurden 155,5 Millionen Stationshalte gezählt. Das Unternehmen beschäftigte zum Jahresende 6793 Mitarbeiter (auf Vollzeitbasis berechnet). Rund 17.000 Mieter haben 1,1 Millionen Quadratmeter Verkaufsflächen in Bahnhöfen der Deutschen Bahn gemietet (Stand: September 2011). Die am stärksten vertretene Branche ist dabei der Bahnhofsbuchhandel.
Laut Unternehmensangaben fahren an 20 % der Bahnhöfe 80 % der Fahrgäste. 40 % der Bahnhöfe in Ostdeutschland werden von weniger als 100 Reisenden am Tag genutzt.

## Verkauf von Empfangsgebäuden
An etwa 3500 Bahnhöfe und Haltepunkte sind Empfangsgebäude angeschlossen; davon wurden zwischen 2000 und 2008 rund 1400 an Kommunen, private Investoren und Kapitalinvestoren verkauft. Ende 2004 war vorgesehen, alle bis auf „betriebsnotwendige“ Empfangsgebäude – an mittleren und großen Stationen – zu verkaufen. Etwa 600 bis 800 Empfangsgebäude sollten als so genanntes Kernportfolio im Eigentum der Bahn bleiben (Stand 2008). Dieses Ziel scheint damit  Jahr 2023 weitgehend erreicht: Die Deutsche Bahn betrieb im Jahr 2023 noch 676 Empfangsgebäude selbst.
Rund 500 Gebäude wurden im Jahr 2000 verkauft. Mitte 2001 verkaufte das Unternehmen ein Paket von 1 000 Bahnhofsgebäuden (überwiegend in den neuen Bundesländern) an die Wiesbadener Immobiliengesellschaft Bar. Ende 2007 erwarb ein Konsortium der Unternehmen Procom Invest (Hamburg) und Patron Capital Ltd (London) ein Paket von 493 Empfangsgebäuden. Bei diesem Paket hatte sich das Konsortium verpflichtet, binnen fünf Jahren insgesamt 15 Millionen Euro zu investieren.